# Antonio Conte
Antonio Conte, född 31 juli 1969 i Lecce i Italien, är en italiensk fotbollstränare och före detta fotbollsspelare, som är tränare i Napoli i Serie A. Conte har tidigare bland annat varit förbundskapten för Italiens landslag samt tränare för det italienska laget Juventus, som han tog tre raka ligatitlar och tre italienska supercuper med. Hans senast anställning var huvudtränare för Tottenham Hotspur från den 2 november 2021 till 26 mars 2023.

## Spelarkarriär
Conte började spela ungdomsfotboll i US Lecce, innan han gjorde Serie A-debut 1985. Conte skrev kontrakt med Juventus 1991, och debuterade 17 november 1991 mot Torino. Conte blev sedan lagkapten efter Alessandro Del Piero. 
Säsongen 2002-2003 var Conte med i Uefa Champions Leaguefinalen, men förlorade mot rivalen AC Milan på straffar.

## Tränarkarriär
När Conte slutade som fotbollsspelare arbetade han som assisterande tränare för AC Siena 2005-2006. I juli 2006 blev Conte tränare för Serie B-laget AC Arezzo, men efter en rad dåliga resultat fick han sparken 31 oktober 2006. Den 13 mars 2007 blev Conte åter huvudtränare för Arezzo. Under sin andra tid hos Arezzo ledde han laget till fem raka segrar, och 19 poäng på 7 matcher. Men Contes lag lyckades inte undvika nedflyttning till Serie C1.
Den 27 december 2007 blev Antonio Conte tränare för AS Bari som uppflyttades till Serie A efter säsongen 2008-09. 
Den 21 september 2009 blev det klart att Conte skulle ta över som tränare i Atalanta. Den 6 januari 2010 spelade Atalanta en hemmamatch mot SSC Napoli, som slutade med en 0-2-förlust för Atalanta. Matchdagen slutade med polisingripande för att undvika konfrontation mellan Conte och Atalanta-fansen. Dagen efter lämnade Conte sitt uppdrag som tränare för Atalanta.
Den 9 maj 2010 blev Antonio Conte huvudtränare för AC Siena med mål att ta upp dem till Serie A, vilket han också lyckades med.
Den 22 maj 2011 meddelades att Juventus utsett Conte till sin huvudtränare. Juventus vann ligan varje år, det vill säga tre gånger och italienska supercupen två gånger under hans tid som tränare för "Juve" och han blev mycket populär bland fansen.
Inför säsongen 2014-15 meddelade Juventus plötsligt att Antonio Conte avgått som tränare. Detta trots att han nyligen förlängt sitt kontrakt. Anledningen sägs vara att Conte tröttnat på alla flyttrykten runt spelare som Arturo Vidal och Paul Pogba. Både Juventus och Conte uppgavs vara överens om avgången.
Contes sista match med det italienska herrlandslaget blev kvartsfinalen mot Tyskland i EM 2016 som Tyskland vann med 1-1 (6-5 efter straffar).
Conte tog över Tottenham Hotspur efter att Nuno Espirito Santo fick sparken dagarna innan. Han ledde klubben till en 4e plats i Premier League under hans första säsong, men fick sparken under sina andra säsong efter svaga resultat och starka uttalanden om klubben, spelarna och ledningen. Han tränade Tottenham Hotspur mellan 2 november 2021 och 26 mars 2023.